# Joëlle Chagnon
Pour les articles homonymes, voir Chagnon (homonymie).
Joëlle Chagnon, née au XXe siècle, est une chroniqueuse québécoise. 

## Biographie
On la voit de temps en temps dans l'émission Ça s'branche où? sur les ondes de Z Télé. Dans cette émission, elle fait la chronique consommation.
Joëlle Chagnon participait comme chroniqueuse aux émissions C’est bien meilleur le matin animée par René Homier-Roy et Vous êtes ici animée par Patrick Masbourian à la radio de Radio-Canada. L'émission Vous êtes ici n'est plus en ondes. Il est possible d'écouter ces émissions en baladodiffusion. Elle participait à l'émission La Revanche des nerdz sur les ondes de Z Télé jusqu'à ce que l'émission change de formule à partir d'automne 2006. Elle a également participé à l'émission Pour la suite des choses animée par Patrick Masbourian de 9h00 à 11h30 du lundi au vendredi durant l'été. Elle fut animatrice à l'émission LaChimie.com sur Canal Savoir qui n'est plus en ondes.